# Laura Dittli
Pour les articles homonymes, voir Dittli.
Laura Dittli, née le 11 mars 1991 à Zoug (originaire de Gurtnellen), est une personnalité politique suisse, membre du Centre.
Elle est membre du Conseil d'État du canton de Zoug depuis 2023.

## Biographie
Laura Dittli naît le 11 mars 1991 à Zoug. Elle est originaire de Gurtnellen, dans le canton d'Uri. Son père est agriculteur biologique, sa mère éducatrice sociale. Son grand-père est une personnalité démocrate-chrétienne du canton de Zoug et le président du Centre, Gerhard Pfister, un ami de la famille. Elle grandit à Oberägeri avec sa sœur cadette, Valérie, future conseillère d'État vaudoise, et son frère cadet, Dario.
Elle suit le gymnase dans le canton de Zoug, puis fait des études de droit à l'Université de Lucerne à partir de 2010. Elle obtient un master bilingue des universités de Lucerne et de Neuchâtel en 2015 et un brevet d'avocat et de notaire du canton de Zoug en 2018,.
Elle exerce le métier d'avocate dans un cabinet à Baar.
Elle joue de la clarinette, dans une fanfare.
Elle habite Oberägeri.

## Parcours politique
Après avoir hésité avec le Parti libéral-radical, elle adhère au Parti démocrate-chrétien (devenu Le Centre en juin 2021 dans le canton de Zoug).
Approchée par Gerhard Pfister, elle se porte candidate au Conseil cantonal en 2014, à l'âge de 22 ans. Plus jeune élue de l'hémicycle, elle y siège depuis le 18 décembre 2014 (réélection en 2018). Elle est par ailleurs membre du comité des Jeunes démocrates-chrétiens du canton de Zoug de 2015 à 2019.
Elle devient en janvier 2019 la première femme présidente du Parti démocrate-chrétien du canton de Zoug. Elle est candidate Conseil national aux élections fédérales suisses de 2019,.
Le 2 octobre 2022, elle est brillamment élue, en deuxième position et devant les cinq autres candidats sortants, au Conseil d'État, où elle succède à Beat Villiger.

### Positionnement politique
Libérale, cherchant à une position « ni trop à droite ni trop à gauche », elle dénonce tant la droite qui « s'indigne beaucoup sans proposer de solutions » que le discours « trop idéologique » de la gauche.